# 美保関町
美保関町（みほのせきちょう）は、島根県の東部にあった町。八束郡に属した。2005年3月31日に松江市、鹿島町、島根町、宍道町、八雲村、玉湯町、八束町と新設合併して松江市になったため、行政地域としては消滅したが、合併後も「島根県松江市美保関町｣として地名は残され、現在は単純に美保関（みほのせき）として知られる。

## 地理
顕著なリアス式海岸である島根半島の中央から東端にかけての地域。漁業と観光の町として知られ、釣りの名所でもある。

## 歴史
古くからの海上交通の要所、風待ちの港として栄えた町。朝鮮半島等との環日本海交易の拠点であった美保関はたたら製鉄による鉄の輸出港として繁栄し、室町時代には将軍の直轄領になる。江戸時代には北前船交易の要所としても繁栄し、多くの廻船問屋などが存在した。多くの古墳が存在する。
- 1889年（明治22年）4月1日 - 町村制施行により、島根郡美保関・雲津浦の区域をもって美保関村が発足。
- 1896年（明治29年）4月1日 - 所属郡が八束郡に変更。
- 1924年（大正13年）1月1日 - 美保関村が町制施行して美保関町となる。
- 1927年（昭和2年）8月24日 - 美保関沖合20マイル付近で、訓練中の海軍の艦艇4隻が衝突する事件が発生。美保関事件と呼称されることとなった[1]。
- 1955年（昭和30年）4月13日 - 千酌村・片江村・森山村と合併し、改めて美保関町が発足。
- 2005年（平成17年）3月31日 - 松江市・鹿島町・島根町・八雲村・玉湯町・宍道町・八束町と合併し、改めて松江市が発足。同日美保関町廃止。

## 教育
中学校
- 美保関町立美保関中学校（現・松江市立美保関中学校）

小学校
以下の3校は、合併後の2006年に松江市立美保関小学校に統合された。
- 美保関町立美保関北小学校
- 美保関町立美保関東小学校
- 美保関町立千酌小学校

## 交通

### 船舶
- 隠岐汽船

### 鉄道
町内を鉄道路線は通っていない。鉄道を利用する場合の最寄り駅はJR西日本境線境港駅。

### 路線バス
- 美保関コミュニティバス（美保関燈台、境港駅方面）
- 一畑バス（島根大学・松江市街地・松江駅方面）

### 道路
- 一般国道
  - 国道431号
  - 国道485号
- 県道
  - 島根県道2号境美保関線
  - 島根県道37号松江鹿島美保関線
  - 島根県道152号松江七類港線
  - 島根県道181号七類雲津長浜線
  - 島根県道338号美保関八束松江線

## 伝統文化
事代主の神（ことしろぬしのかみ、通称恵比寿様）の総本宮である美保神社や、世界歴史的灯台百選に選出された美保関灯台、民謡、関の五本松節で知られる五本松公園などを有する。

## 名所・旧跡・観光スポット・祭事・催事
- 美保神社
- 関の五本松
- 青石畳通り
- 仏谷寺
- 美保関灯台
- 美保館

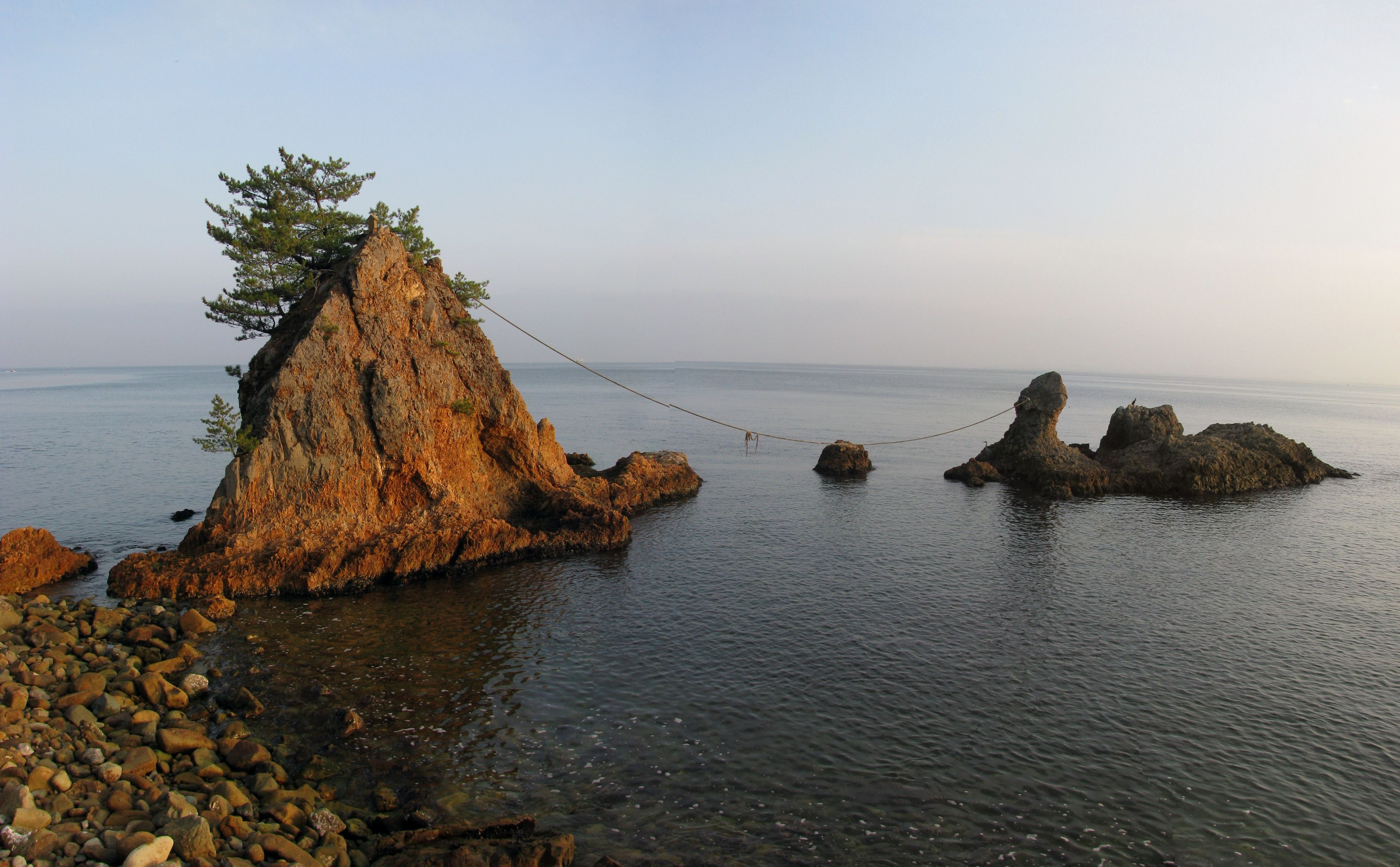
男女岩（2010年）

- メテオプラザ（1992年に落下した美保関隕石を展示する施設）
- 男女(めおと)岩